# Augusta di Anhalt-Dessau
Amalia Augusta di Anhalt-Dessau (tedesco Prinzessin Amalie Auguste von Anhalt-Dessau; Dessau, 18 agosto 1793 – Rudolstadt, 12 giugno 1854) era la primogenita di Federico, Principe Ereditario di Anhalt-Dessau (1769–1814) e di sua moglie, la Langravia Amalia d'Assia-Homburg (1774-1846), figlia di Federico V, Langravio di Assia-Homburg.

## Biografia

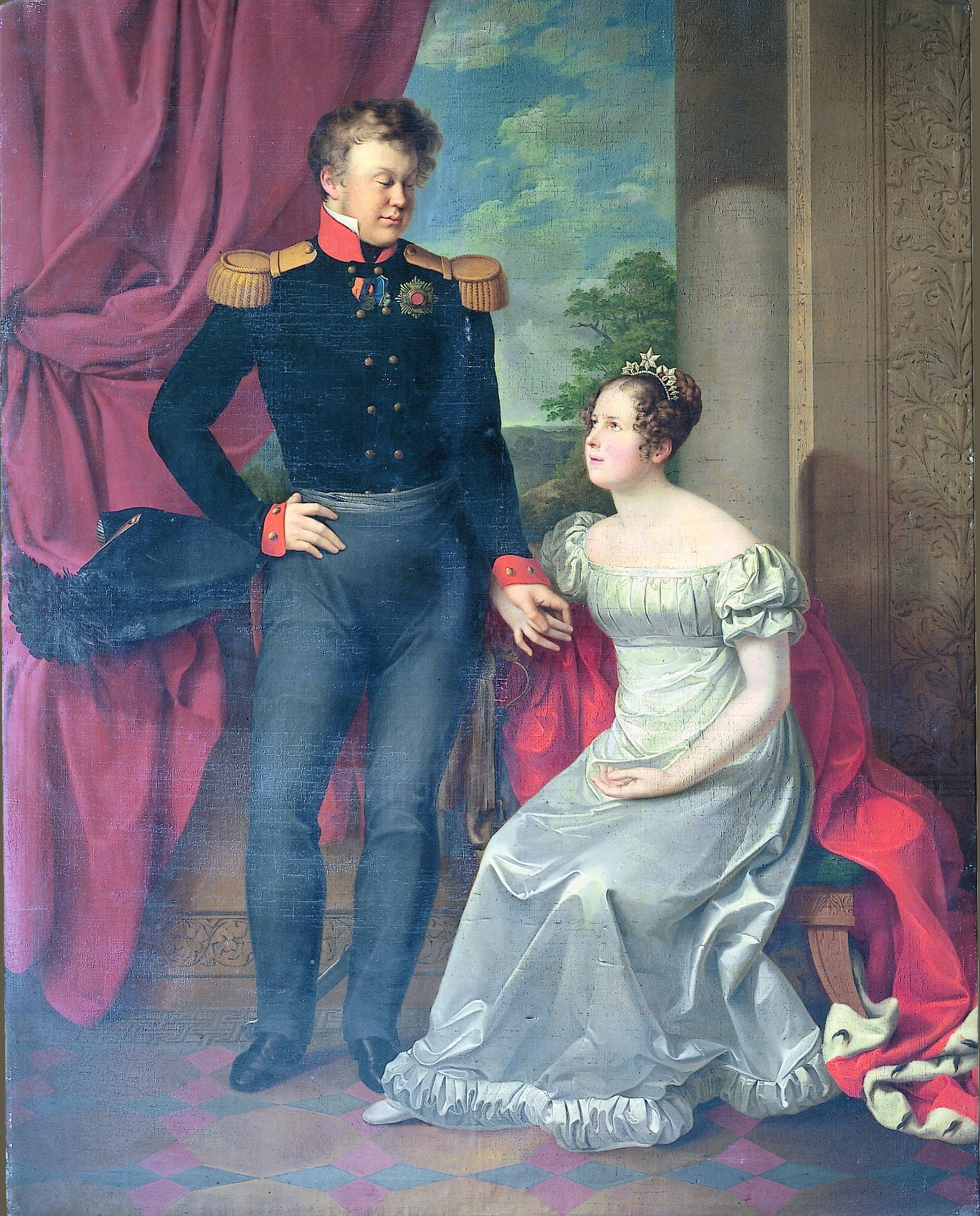

Sposò a Dessau, il 15 aprile 1816, suo cugino, il Principe Federico Günther di Schwarzburg-Rudolstadt (1793–1867). Augusta, descritta come una donna mite e gentile, fu popolare presso i propri sudditi e fu promotrice della scienza e dell'arte.
La principessa Augusta morì il 12 giugno 1854. Successivamente il marito si risposò con la Contessa Helene von Reina (1835-1860), nipote di Augusta in quanto figlia di suo fratello Giorgio.
La Principessa venne sepolta nella Cripta Principesca del Cimitero di Rudolstadt.

## Figli
- Principe Federico Günther (1818–1821)
- Principe Günther (1821–1845)
- Principe Gustavo (1828–1837)

## Ascendenza
|                                                |                                        |                                                   | Genitori                                            |  |  | Nonni |  |  | Bisnonni                               |  |  | Trisnonni                             |  |
|                                                |                                        |                                                   |                                                     |  |  |       |  |  | Leopoldo II, Principe di Anhalt-Dessau |  |  | Leopoldo I, Principe di Anhalt-Dessau |  |
|                                                |                                        |                                                   |                                                     |  |  |       |  |  | Leopoldo II, Principe di Anhalt-Dessau |  |  | Leopoldo I, Principe di Anhalt-Dessau |  |
|                                                |                                        | Anna Luisa Föhse                                  |                                                     |  |  |       |  |  | Leopoldo II, Principe di Anhalt-Dessau |  |  |                                       |  |
| Leopoldo III, Duca di Anhalt-Dessau            |                                        |                                                   |                                                     |  |  |       |  |  | Leopoldo II, Principe di Anhalt-Dessau |  |  |                                       |  |
|                                                |                                        | Gisella Agnese di Anhalt-Köthen                   | Leopoldo, Principe di Anhalt-Köthen                 |  |  |       |  |  |                                        |  |  |                                       |  |
|                                                |                                        | Gisella Agnese di Anhalt-Köthen                   | Leopoldo, Principe di Anhalt-Köthen                 |  |  |       |  |  |                                        |  |  |                                       |  |
|                                                |                                        | Gisella Agnese di Anhalt-Köthen                   | Federica Enrichetta di Anhalt-Bernburg              |  |  |       |  |  |                                        |  |  |                                       |  |
| Federico, Principe Ereditario di Anhalt-Dessau |                                        | Gisella Agnese di Anhalt-Köthen                   |                                                     |  |  |       |  |  |                                        |  |  |                                       |  |
|                                                |                                        | Federico Enrico, Margravio di Brandeburgo-Schwedt | Filippo Guglielmo, Margravio di Brandeburgo-Schwedt |  |  |       |  |  |                                        |  |  |                                       |  |
|                                                |                                        | Federico Enrico, Margravio di Brandeburgo-Schwedt | Filippo Guglielmo, Margravio di Brandeburgo-Schwedt |  |  |       |  |  |                                        |  |  |                                       |  |
|                                                |                                        | Federico Enrico, Margravio di Brandeburgo-Schwedt | Principessa Giovanna Carlotta di Anhalt-Dessau      |  |  |       |  |  |                                        |  |  |                                       |  |
| Margravia Luisa di Brandeburgo-Schwedt         |                                        | Federico Enrico, Margravio di Brandeburgo-Schwedt |                                                     |  |  |       |  |  |                                        |  |  |                                       |  |
|                                                |                                        | Leopoldina Maria di Anhalt-Dessau                 | Leopoldo I, Principe di Anhalt-Dessau               |  |  |       |  |  |                                        |  |  |                                       |  |
|                                                |                                        | Leopoldina Maria di Anhalt-Dessau                 | Leopoldo I, Principe di Anhalt-Dessau               |  |  |       |  |  |                                        |  |  |                                       |  |
|                                                |                                        | Leopoldina Maria di Anhalt-Dessau                 | Anna Luisa Föhse                                    |  |  |       |  |  |                                        |  |  |                                       |  |
| Principessa Augusta di Anhalt-Dessau           |                                        | Leopoldina Maria di Anhalt-Dessau                 |                                                     |  |  |       |  |  |                                        |  |  |                                       |  |
|                                                | Federico IV, Langravio d'Assia-Homburg | Casimiro Guglielmo d'Assia-Homburg                |                                                     |  |  |       |  |  |                                        |  |  |                                       |  |
|                                                | Federico IV, Langravio d'Assia-Homburg | Casimiro Guglielmo d'Assia-Homburg                |                                                     |  |  |       |  |  |                                        |  |  |                                       |  |
|                                                | Federico IV, Langravio d'Assia-Homburg | Cristina Carlotta di Solms-Braunfels              |                                                     |  |  |       |  |  |                                        |  |  |                                       |  |
| Federico V, Langravio d'Assia-Homburg          | Federico IV, Langravio d'Assia-Homburg |                                                   |                                                     |  |  |       |  |  |                                        |  |  |                                       |  |
|                                                |                                        | Ulrica Luisa di Solms-Braunfels                   | Federico Guglielmo di Solms-Braunfels               |  |  |       |  |  |                                        |  |  |                                       |  |
|                                                |                                        | Ulrica Luisa di Solms-Braunfels                   | Federico Guglielmo di Solms-Braunfels               |  |  |       |  |  |                                        |  |  |                                       |  |
|                                                |                                        | Ulrica Luisa di Solms-Braunfels                   | Sofia Maddalena di Solms-Laubach                    |  |  |       |  |  |                                        |  |  |                                       |  |
| Amalia d'Assia-Homburg                         |                                        | Ulrica Luisa di Solms-Braunfels                   |                                                     |  |  |       |  |  |                                        |  |  |                                       |  |
|                                                |                                        | Luigi IX, Langravio d'Assia-Darmstadt             | Luigi VIII, Langravio d'Assia-Darmstadt             |  |  |       |  |  |                                        |  |  |                                       |  |
|                                                |                                        | Luigi IX, Langravio d'Assia-Darmstadt             | Luigi VIII, Langravio d'Assia-Darmstadt             |  |  |       |  |  |                                        |  |  |                                       |  |
|                                                |                                        | Luigi IX, Langravio d'Assia-Darmstadt             | Contessa Carlotta di Hanau-Lichtenberg              |  |  |       |  |  |                                        |  |  |                                       |  |
| Langravia Carolina d'Assia-Darmstadt           |                                        | Luigi IX, Langravio d'Assia-Darmstadt             |                                                     |  |  |       |  |  |                                        |  |  |                                       |  |
|                                                |                                        | Contessa Palatina Carolina di Zweibrücken         | Cristiano III, conte palatino di Zweibrücken        |  |  |       |  |  |                                        |  |  |                                       |  |
|                                                |                                        | Contessa Palatina Carolina di Zweibrücken         | Cristiano III, conte palatino di Zweibrücken        |  |  |       |  |  |                                        |  |  |                                       |  |
|                                                |                                        | Contessa Palatina Carolina di Zweibrücken         | Carolina di Nassau-Saarbrücken                      |  |  |       |  |  |                                        |  |  |                                       |  |
|                                                |                                        | Contessa Palatina Carolina di Zweibrücken         |                                                     |  |  |       |  |  |                                        |  |  |                                       |  |